# Aktivno građanstvo
Aktivno građanstvo se odnosi na filozofiju koju podržavaju organizacije civilnog društva i obrazovne institucije koje zagovaraju da članovi nevladinih udruga, poduzeća ili nacionalnih država imaju određene uloge i odgovornosti prema društvu i okolišu, iako ti članovi možda nemaju specifične uloge vlasti.
Biti aktivan građanin ne zahtijeva specifičan status i vještine jer svaki pojedinac može biti aktivan građanin, ako se angažira i zastupa opći interes. Suština aktivnog građanstva je kapacitet građana da uoči i adresira problem od javnog značaja, preuzimajući na taj način odgovornost za brigu o zajedničkim dobrima.